# 圆柏属
圆柏属（学名：Sabina）是柏科下的一个属，为常绿乔木或灌木植物。该属共有约50种，分布于北半球。